# Carlo di Borbone-Vendôme
Carlo di Borbone-Vendôme (La Ferté-sous-Jouarre, 22 settembre 1523 – Fontenay-le-Comte, 9 maggio 1590) è stato un cardinale e arcivescovo cattolico francese, fratello minore di Antonio di Borbone e quindi zio di Enrico IV. Era figlio di Carlo IV, duca di Vendôme e di Francesca d'Alençon.

## Biografia
Nell'adolescenza ebbe un figlio illegittimo e accumulò benefici ecclesiastici fino a divenire abate commendatario di più di venti abbazie, le cui rendite lo resero uno dei principi più ricchi d'Europa.
Il 5 luglio 1540, a diciassette anni, fu eletto vescovo di Nevers. Il 23 gennaio 1544 aggiunse alla sede di Nevers anche quella di Saintes, per poi rinunciare all'una e all'altra rispettivamente il 5 maggio 1546 e il 19 marzo 1550.
Il 9 gennaio 1548 era intanto divenuto cardinale e poiché non era ancora stato ordinato presbitero il titolo cardinalizio che gli fu conferito il 25 febbraio 1549, quello di San Sisto fu dichiarato diaconia pro illa vice.
Il 9 marzo 1550 ebbe la diocesi di Carcassonne in amministrazione e la mantenne fino al 15 dicembre 1553. Ma sempre nel 1550, il 3 ottobre era stato eletto arcivescovo di Rouen. Aggiunse a questi titoli, oltre a numerose commende di importanti abbazie, l'amministrazione della diocesi di Beauvais, che ebbe dal 26 agosto 1569 al 24 agosto 1575. Dal 1565 al 1585 fu co-legato pontificio di Avignone insieme al cardinale Georges d'Armagnac.
Nel 1584, alla morte del duca di Alençon, la Lega lo considerò come erede al trono di Francia, escludendo dalla successione tutti i protestanti. Enrico III lo fece arrestare e, nel 1589, la Lega lo proclamava re di Francia con il nome di Carlo X, mentre rimaneva imprigionato a Fontenay-le-Comte. Fu lui stesso a rinunciare alla successione e a riconoscere la legittimità di suo nipote Enrico IV.
Morì in carcere l'anno successivo, ultimo superstite delle creazioni cardinalizie di papa Paolo III. Fu sepolto nella certosa di Gaillon che aveva fondato, ma nel 1764 la certosa subì un incendio, dopo il quale le ceneri furono inumate e il monastero ricostruito, per poi essere nuovamente distrutto durante la Rivoluzione.

## Conclavi
Durante il suo periodo di cardinalato, Carlo di Borbone-Vendôme partecipò ai seguenti conclavi:
- Conclave del 1549-1550, che elesse papa Giulio III
- Conclave dell'aprile 1555, che elesse papa Marcello II
- Conclave del maggio 1555, che elesse papa Paolo IV

non partecipò invece ai:
- Conclave del 1565-1566, che elesse papa Pio V
- Conclave del 1572, che elesse papa Gregorio XIII
- Conclave del 1585, che elesse papa Sisto V

## Successione apostolica
La successione apostolica è:
- Vescovo Guillaume Ruzé (1572)
- Arcivescovo Pierre de Villars (1575)
- Cardinale Luigi di Guisa (1580)

## Ascendenza
|                                |                       |                                    | Genitori                       |  |  | Nonni |  |  | Bisnonni                         |  |  | Trisnonni                  |  |
|                                |                       |                                    |                                |  |  |       |  |  | Giovanni VIII di Borbone-Vendôme |  |  | Luigi I di Borbone-Vendôme |  |
|                                |                       |                                    |                                |  |  |       |  |  | Giovanni VIII di Borbone-Vendôme |  |  | Luigi I di Borbone-Vendôme |  |
|                                |                       | Giovanna di Montfort               |                                |  |  |       |  |  | Giovanni VIII di Borbone-Vendôme |  |  |                            |  |
| Francesco di Borbone-Vendôme   |                       |                                    |                                |  |  |       |  |  | Giovanni VIII di Borbone-Vendôme |  |  |                            |  |
|                                |                       | Isabelle de Beauvau                | Luigi di Beauvau               |  |  |       |  |  |                                  |  |  |                            |  |
|                                |                       | Isabelle de Beauvau                | Luigi di Beauvau               |  |  |       |  |  |                                  |  |  |                            |  |
|                                |                       | Isabelle de Beauvau                | Margherita di Chambley         |  |  |       |  |  |                                  |  |  |                            |  |
| Carlo IV di Borbone-Vendôme    |                       | Isabelle de Beauvau                |                                |  |  |       |  |  |                                  |  |  |                            |  |
|                                |                       | Pietro II di Lussemburgo-Saint-Pol | Luigi di Lussemburgo-Saint-Pol |  |  |       |  |  |                                  |  |  |                            |  |
|                                |                       | Pietro II di Lussemburgo-Saint-Pol | Luigi di Lussemburgo-Saint-Pol |  |  |       |  |  |                                  |  |  |                            |  |
|                                |                       | Pietro II di Lussemburgo-Saint-Pol | Giovanna di Marle              |  |  |       |  |  |                                  |  |  |                            |  |
| Maria di Lussemburgo-Saint-Pol |                       | Pietro II di Lussemburgo-Saint-Pol |                                |  |  |       |  |  |                                  |  |  |                            |  |
|                                |                       | Margherita di Savoia               | Ludovico di Savoia             |  |  |       |  |  |                                  |  |  |                            |  |
|                                |                       | Margherita di Savoia               | Ludovico di Savoia             |  |  |       |  |  |                                  |  |  |                            |  |
|                                |                       | Margherita di Savoia               | Anna di Lusignano              |  |  |       |  |  |                                  |  |  |                            |  |
| Carlo di Borbone-Vendôme       |                       | Margherita di Savoia               |                                |  |  |       |  |  |                                  |  |  |                            |  |
|                                | Giovanni II d'Alençon | Giovanni I d'Alençon               |                                |  |  |       |  |  |                                  |  |  |                            |  |
|                                | Giovanni II d'Alençon | Giovanni I d'Alençon               |                                |  |  |       |  |  |                                  |  |  |                            |  |
|                                | Giovanni II d'Alençon | Maria di Bretagna                  |                                |  |  |       |  |  |                                  |  |  |                            |  |
| Renato d'Alençon               | Giovanni II d'Alençon |                                    |                                |  |  |       |  |  |                                  |  |  |                            |  |
|                                |                       | Maria d'Armagnac                   | Giovanni IV d'Armagnac         |  |  |       |  |  |                                  |  |  |                            |  |
|                                |                       | Maria d'Armagnac                   | Giovanni IV d'Armagnac         |  |  |       |  |  |                                  |  |  |                            |  |
|                                |                       | Maria d'Armagnac                   | Isabella di Navarra            |  |  |       |  |  |                                  |  |  |                            |  |
| Francesca d'Alençon            |                       | Maria d'Armagnac                   |                                |  |  |       |  |  |                                  |  |  |                            |  |
|                                |                       | Federico II di Vaudémont           | Antonio di Vaudémont           |  |  |       |  |  |                                  |  |  |                            |  |
|                                |                       | Federico II di Vaudémont           | Antonio di Vaudémont           |  |  |       |  |  |                                  |  |  |                            |  |
|                                |                       | Federico II di Vaudémont           | Maria d'Harcourt               |  |  |       |  |  |                                  |  |  |                            |  |
| Margherita di Lorena           |                       | Federico II di Vaudémont           |                                |  |  |       |  |  |                                  |  |  |                            |  |
|                                |                       | Iolanda d'Angiò                    | Renato d'Angiò                 |  |  |       |  |  |                                  |  |  |                            |  |
|                                |                       | Iolanda d'Angiò                    | Renato d'Angiò                 |  |  |       |  |  |                                  |  |  |                            |  |
|                                |                       | Iolanda d'Angiò                    | Isabella di Lorena             |  |  |       |  |  |                                  |  |  |                            |  |
|                                |                       | Iolanda d'Angiò                    |                                |  |  |       |  |  |                                  |  |  |                            |  |